# Han Seung-yeon
Han Seung-yeon (hangul: 한승연), även känd under artistnamnet Seungyeon, född 24 juli 1988 i Seoul, är en sydkoreansk sångerska och skådespelare.
Hon var tidigare medlem i den sydkoreanska tjejgruppen Kara från gruppens debut 2007 till det att den upplöstes 2016.

## Diskografi

### Album
| Albuminformation                           | Topplacering          | Topplacering   |          |
| Albuminformation                           | Sydkorea (Gaon Chart) | Japan (Oricon) |          |
| Japanska                                   | Japanska              | Japanska       | Japanska |
| ------------------------------------------ | --------------------- | -------------- | -------- |
| Uchuu (EP-skiva) - Släppt: 18 januari 2017 | —                     | 15             |          |

### Singlar
| År        | Titel                         | Topplacering          | Topplacering   |
| År        | Titel                         | Sydkorea (Gaon Chart) | Japan (Oricon) |
| Koreanska | Koreanska                     | Koreanska             | Koreanska      |
| --------- | ----------------------------- | --------------------- | -------------- |
| 2009      | "Miracle"                     | —                     | —              |
| 2015      | "From Now" (med Lee Sang-gon) | —                     | —              |
| 2016      | "She Is Me"                   | —                     | —              |
| 2016      | "Do You Remember?"            | —                     | —              |

### Soundtrack
| År   | Titel                                           | Topplacering          | Serie                     |
| År   | Titel                                           | Sydkorea (Gaon Chart) | Serie                     |
| ---- | ----------------------------------------------- | --------------------- | ------------------------- |
| 2010 | "Super Star"                                    | 96                    | Mary Stayed Out All Night |
| 2011 | "Because of Love"                               | —                     | Warrior Baek Dong-soo     |
| 2014 | "Should I Love Alone"                           | —                     | Her Lovely Heels          |
| 2014 | "Hello" (med Gyuri)                             | —                     | Blade Man                 |
| 2014 | "Can Be Heard from the Stars" (med Kim Da-hyun) | —                     | Guitars and Hot Pants     |

## Filmografi

### TV-serier
| År   | Titel                           | Kanal     | Roll              |
| ---- | ------------------------------- | --------- | ----------------- |
| 1997 | Star in My Heart                | MBC       | föräldralöst barn |
| 2010 | More Charming By the Day        | MBC       | cameoroll         |
| 2011 | Urakara                         | TV Tokyo  | Seung-yeon        |
| 2012 | Salamander Guru and The Shadows | SBS       | cameoroll         |
| 2013 | A Bit of Love                   | KBS2      | Kim Sun-mi        |
| 2013 | Jang Ok-jung, Living by Love    | SBS       | Choi Musuri       |
| 2014 | Her Lovely Heels                | SBS       | Shin Ji-hoo       |
| 2014 | Jang Bo-ri is Here!             | MBC       | Lee Ga-eul        |
| 2014 | Secret Love                     | DRAMAcube | Ji-hye            |
| 2014 | Guitar and Hot Pants            | MBC       | Anna              |
| 2016 | Age of Youth                    | JTBC      | Jung Ye-eun       |